# ハードパワー
ハードパワーとは、他の政治団体の行動や利益に影響を与えるための軍事的および経済的手段である。この形態の政治的権力はしばしば攻撃的（強制）である。ある政治団体がより弱い団体に軍事的および/または経済的パワーを行使したときに最も即座に効果を示す。ハードパワーは、外交、文化、歴史に由来するソフトパワーとは対照的なものである。 
ジョセフ・ナイによると、ハードパワーには「経済力および軍事力の飴と鞭を使って他を自らの意志に従わせる能力」が含まれている。ここで、「飴」は、貿易障壁の削減、同盟の提供、軍事的保護の約束などの誘因を意味する。一方で、「鞭」は、強制外交の使用、軍事介入の脅威、または経済制裁の実施を含む脅威を表す。アーネスト・ウィルソンは、ハードパワーを強制させる能力として、「他の方法では行動しなかった対象を、行動させる別の方法」と評した。

## 歴史
ハードパワーの存在には長い歴史があるが、この用語自体は、ジョセフ・ナイが主権国家の外交政策において新しい異なる形態の権力としてソフトパワーを作り出したときに生まれた。国際関係論の現実主義派によると、権力は、人口、領土、天然資源、経済力、軍事力など、特定の有形資源の所有と関連している。ハードパワーとは、経済的インセンティブまたは軍事力を行使し、他のアクターの行動に影響を与える国、または政治団体の能力である。
ハードパワーには、強制外交、経済制裁、軍事行動、抑止と相互防衛のための軍事同盟の形成など、幅広い強制政策が含まれる。ハードパワーは、政治的覇権の状態または勢力均衡を確立または変更するために使用できる。ハードパワーという用語は一般的に外交を指すが、圧力や脅威をレバレッジとして含む交渉の形態を説明するためにも使用できる。

## 例
ハードパワーの使用はしばしば冗長である。外からの力に対する反発が目立つ可能性もある。例えば、米国は、イラク戦争、アフガニスタン戦争、そしてタリバンに対するその継続的な戦争に関して「ハードパワー」政策を示した。 より具体的に示すと、2003年の米国のイラク攻撃は、イラクによる大量破壊兵器（WMD）の所持に関する懸念に基づいていた。ジョージ・W・ブッシュ政権は、「対テロ戦争」に言及することもあった。そして、イラクの独裁者サダム・フセインを捕らえ、その後のイラクの危機に対処するために、強力な手段を使用した。しかし、多くの批評家は、イラク戦争によって米国が民主主義と正義の象徴としての評判を失ったと述べている。
ジョセフ・ナイは、この用語を使用して、イランに関するいくつかの政策措置も定義した。 たとえば、国連安全保障理事会によって可決されたイランに対する制裁は数多くあり、米国や欧州連合などの多くの国もイランに対して二国間制裁を課している。彼らは、核とミサイルのイランへの輸出、]銀行と保険の取引、石油への投資、精製石油製品の輸出などに制限を課した。そのような措置は、着実に進行中の核兵器計画を削減するためにイランが交渉を強制されることを確実にする目的で行われた。イランの核兵器計画を阻止するために多くの国によって行われた（p5 +1）。課せられた経済制裁は、インフレとGDPの観点からイラン経済の大きな経済崩壊を引き起こした。これは、対北朝鮮政策の効果の低い試みと比較して、経済的ハードパワーの効果的な使用の例として知られている。
また、ハードパワーの別の例として、2014年前半にイラクのイスラム国とレバント（ISIL）によって行われた軍事行動がある。これは、急速な領土獲得を行った2013年のイスラム国に対する軍事行動である。世界規模での処刑、人権侵害の報告、シリア内戦によるさらなる影響の恐れなどから、多くの国家がシリア内戦とイラク内戦の両方に介入し始めた。